# ابرمبارز خیابانی ۲ توربو
اَبَرمبارز خیابانی ۲ توربو (به انگلیسی: Super Street Fighter II Turbo) یک بازی ویدئویی در سبک مبارزه‌ای است که در فوریه سال ۱۹۹۴ توسط کپ‌کام در ابتدا برای دستگاه‌های بازی آرکید ساخته و متتشر شده‌بود. این پنجمین نسخه از عناوین زیر سری مبارز خیابانی ۲ در مجموعه بازی‌های مبارز خیابانی است که پس از ابرمبارز خیابانی ۲ منتشر شده‌است. ابر توربو چندین قابلیت روند بازی که در نسخه‌های پیشین مبارز خیابانی ۲ وجود نداشت را در این نسخه معرفی کرد که شامل حرکات ترکیبی تحت نام سوپر کمبو و کمبوهای هوایی بودند. همچنین شخصیت مخفی آکوما در این نسخه معرفی شد که در قسمت‌های بعدی این سری و حتی دیگر عناوین مبارزه‌ای کپ‌کام حضور پیدا کرد. نسخهٔ سازگارسازی شده ابر توربو ابتدا به ۳دی‌او منتقل شد، پس از آن نسخه‌های پلی‌استیشن و سگا ساترن با پسوند قهرمانی نهایی در قالب عنوان مجموعه مبارز خیابانی منتشر شد، و نسخه دریم‌کست نیز در دسامبر ۲۰۰۰ تنها در کشور ژاپن در دسترس قرار گرفت.
نسخهٔ بازخلق این بازی تحت عنوان ابرمبارز خیابانی ۲ توربو اچ‌دی ریمیکس در سال ۲۰۰۸ برای کنسول‌های پلی‌استیشن ۳ و ایکس‌باکس ۳۶۰ عرضه شد.